# えびの市立真幸中学校
えびの市立真幸中学校（えびのしりつ まさきちゅうがっこう）は、宮崎県えびの市大字向江にある公立の中学校。

## 概要
歴史
1947年（昭和22年）の学制改革により、新制中学校として創立。現校名となったのは1970年（昭和45年）。2020年（令和2年）に創立75周年を迎えた。
校章
1963年（昭和38年）制定。中央に「中」の文字を配している。
校歌
1963年（昭和38年）制定。作詞は長嶺宏、作曲は海老原直による。2番の歌詞中に校名の「真幸」が登場する。
通学区域
- えびの市立真幸小学校区
- えびの市立岡元小学校区[1]

## 沿革
- 1947年（昭和22年）- 学制改革が行われる（六・三制の実施）。
  - 4月1日 - 真幸国民学校初等科が、新制小学校「真幸村立真幸小学校」に改組・改称。
  - 4月30日 - 真幸国民学校高等科と真幸青年学校普通科が統合の上、新制中学校「真幸村立真幸中学校」の設置が認可される。初代校長に西郷重保が就任。
  - 5月8日 - 新制中学校開校式および入学式を挙行（10学級編成）。当面、真幸村大字水流にあった真幸小学校校舎の一部を借用して授業を行う。
- 1948年（昭和23年）
  - 3月31日 - 真幸青年学校が廃止される。
  - 4月1日 - 真幸村大字島内の旧青年学校跡に移転。13学級編成となる。
- 1950年（昭和25年）
  - 1月 - 現在地に3教室が完成。
  - 4月 - 現在地に新校舎（中棟7教室）が完成し、2年生が移転。
  - 4月1日 - 町制施行により、「真幸町立真幸中学校」に改称。
  - 11月 - 新校舎（南棟）が完成し、3年生が移転。
- 1951年（昭和26年）
  - 9月 - 新校舎（北棟7教室）が完成し、1年生が移転を完了。これにより、全生徒を独立新校舎に収容。
  - 10月 - 学校正門が完成。
- 1955年（昭和30年）8月 - 産業室（手芸工作室・準備室・農産加工室畜舎）が完成。
- 1956年（昭和31年）9月 - 調理室・被服室・家政学院が完成。
- 1958年（昭和33年）
  - 9月 - プールが完成。
  - 10月 - 学校温泉が完成。
- 1959年（昭和34年）
  - 3月 - 体育館が完成。
  - 10月 - 第2泉熱フレーム（温泉排水利用）が完成。
- 1962年（昭和37年）3月 - 鉄筋コンクリート造永久校舎（6教室）が完成。
- 1963年（昭和38年）
  - 5月8日 - 校旗と校歌を制定。
  - 10月26日 - ミルク給食を開始。
- 1964年（昭和39年）3月 - 技術科教室が完成。
- 1965年（昭和40年）10月 - 温泉熱利用鉄骨温室を新設。
- 1966年（昭和41年）11月3日 - 3町合併により、「えびの町立真幸中学校」と改称。
- 1967年（昭和42年）3月 - 完全給食（A型）を開始。
- 1968年（昭和43年）
  - 2月 - 生徒心得を制定。
  - 2月21日 - えびの地震（震度6）が発生し、被害を受ける。
  - 4月 - 創立20周年を記念して、正門・門札が完成。
  - 6月 - えびの地震災害復旧工事を実施。
- 1969年（昭和44年）1月 - 地震災害復旧工事が完了。
- 1970年（昭和45年）12月1日 - 市制施行により、「えびの市立真幸中学校」（現校名）と改称。
- 1973年（昭和48年）2月 - 鉄筋コンクリート造校舎 （普通6・特別4）が完成。
- 1978年（昭和53年）
  - 2月 - 管理棟(校長室・職員室・相談室・保健室・理科室・放送室）が完成。
  - 8月 - ステンレス製プールが完成。
- 1987年（昭和62年）2月 - 新体育館が完成。
- 1989年（平成元年）
  - 10月 - 金工室棟を解体。
  - 12月 - 体育倉庫と部室が完成。
- 1992年（平成4年）3月 - 運動場の改修工事が完了。
- 1996年（平成8年）11月 - 学校創立50周年記念教育講演会を実施。
- 1997年（平成9年）9月 - 台風19号による床上浸水が発生。
- 2002年（平成14年）12月 - 寄贈により、校旗を新調。
- 2006年（平成18年）7月 - 集中豪雨による浸水被害gが発生。
- 2009年（平成21年）2月 - 新校舎（南校舎）が完成。
- 2014年（平成26年）4月 - 生徒会室と多目的室を1年教室に改める工事を完了。

## 交通
最寄りの鉄道駅
- JR九州 吉都線 「京町温泉駅」下車。

最寄りのバス停留所
- 宮崎交通バス 「京町」下車。

最寄りの幹線道路
- 国道268号

## 周辺
- えびの市立真幸小学校
- 真幸郵便局
- 真幸地区体育館
- 真幸保育園
- 岡松神社
- 川内川

## 著名な関係者
- 銀色夏生（詩人、卒業生）[2]